# 卡爾皮夫齊 (赫梅利尼茨基區)
49°20′4″N 26°59′43″E / 49.33444°N 26.99528°E
卡爾皮夫齊（烏克蘭語：Карпівці）是位於烏克蘭西部的村莊，由赫梅利尼茨基州裡赫梅利尼茨基區的羅茲索沙市鎮負責管轄。該村面積1.8平方公里，海拔高度307米，2001年人口628，人口密度每平方公里348.9人。